# Noise (álbum)
Noise é o segundo álbum de estúdio da banda DecembeRadio, lançado em Janeiro de 2005.

## Faixas
1. "Everybody Praise The Lord" (Lincoln Brewster) – 3:49
2. "The Noise We Make" (Chris Tomlin, Jesse Reeves) – 3:35
3. "Holy Is The Lord" (Louie Giglio, Tomlin) – 5:33
4. "Dance with Me" (Chris DePre) – 7:07
5. "Ah Ah Ah Yeah" (Jason Harrison, Jay Hall) – 2:55
6. "Blessed Be the Name" (Matt Redman) – 4:36
7. "Start a Fire" (Darin Sasser, Harrison) – 5:34
8. "Amazing Grace" (Edwin Othello Excell, John Newton, John P. Rees) – 3:11
9. "Just As I Am" (Charlotte Elliott, William Bradbury) – 4:07
10. "You Said (Ask and I'll Give)" (Reuben Morgan) – 6:00
11. "Freedom Reigns" (Jason Upton) – 5:48
12. "I Give You My Heart" (Morgan) - 4:11

## Créditos
- Brian Bunn – Guitarra, vocal
- Eric Miker – Guitarra, vocal
- Josh Reedy – Baixo, teclados, vocal